# Serie A 1958 (pallanuoto maschile)
La Serie A 1958 fu la 39ª edizione del massimo livello del campionato italiano di pallanuoto maschile. Il torneo si svolse in due fasi: la fase preliminare fu un girone all'italiana con gare di andata e ritorno; le prime quattro si qualificarono per il girone finale disputato a Torino, dove il Circolo Canottieri Napoli conquistò il suo secondo titolo nazionale.

## Girone finale
|  |    | Girone finale 1958 | Pt | G | V | N | P | GF | GS |  |
|  | -- | ------------------ | -- | - | - | - | - | -- | -- |  |
|  | 1. | Canottieri Napoli  | 2  | 3 | 2 | 0 | 1 | 11 | 10 |  |
|  | 2. | Camogli            | 2  | 3 | 2 | 0 | 1 | 9  | 8  |  |
|  | 3. | Lazio              | 2  | 3 | 2 | 0 | 1 | 13 | 12 |  |
|  | 4. | Pro Recco          | 0  | 3 | 0 | 0 | 3 | 7  | 10 |  |
|  |    |                    |    |   |   |   |   |    |    |  |

## Verdetti
- Canottieri Napoli Campione d'Italia